# Pasaccardoa
Pasaccardoa Kuntze, 1891 è un genere di piante angiosperme dicotiledoni della famiglia delle Asteraceae.

## Descrizione
Le specie di questa voce sono piante annuali o perenni con portamenti erbacei o arbustivi (anche suffrutescenti). Sono presenti rami sterili (solo fogliosi) e radici legnose.
Le foglie lungo il caule normalmente sono a disposizione alternata, sono sessili o con base picciolate. La forma della lamina (semplice e intera) varia da strettamente oblanceolata a obovata o ellittica; i bordi possono essere subinteri o finemente denticolati. La superficie presenta delle venature pennate. Le stipole sono assenti.
Le infiorescenze sono composte da capolini, medi o larghi, solitari, terminali o ascellari, o raccolti in formazioni scorpioidi. I capolini, radiati di tipo eterogamo e talvolta sottesi da brattee simili a foglie, sono formati da un involucro a forma da campanulata a spiraleggiante composto da brattee (o squame) all'interno delle quali un ricettacolo fa da base ai fiori di due tipi: tubulosi e ligulati. Le brattee disposte in più serie in modo embricato e scalato sono di varie forme a consistenza coriacea con apici pungenti. Il ricettacolo, alveolato (i margini degli alveoli sono fimbriati), a forma convessa, è privo di pagliette (è nudo).
I fiori sia quelli tubulosi che ligulati sono tetra-ciclici (ossia sono presenti 4 verticilli: calice – corolla – androceo – gineceo) e pentameri (ogni verticillo ha 5 elementi). I fiori centrali (del disco) in genere sono tubulosi (actinomorfi - raramente sono zigomorfi) sono ermafroditi (bisessuali) e fertili; quelli periferici (radiati) sono uniseriati, di tipo ligulato (zigomorfi) e neutri (sterili).
- Formula fiorale:

*/x K {\displaystyle \infty }, [C (5), A (5)], G 2 (infero), achenio
- Calice: i sepali del calice sono ridotti ad una coroncina di squame.
- Corolla: la corolla nei fiori tubulosi ha un tubo con 5 profondi lobi ricurvi (la gola della corolla si dilata improvvisamente sui lobi); quella dei fiori ligulati il tubo è breve e termina con due labbra (corolle bilabiate) con il labbro interno assente e quello esterno, corto, con tre denti. Il colore varia da bianco a rosso o crema. Le corolle sono glabre o pubescenti con differenti tipi di ghiandole (raramente sono privi di ghiandole o peli). I margini dei petali possono essere sclerificati.
- Androceo: gli stami sono 5 con filamenti liberi, glabri o papillosi e distinti, mentre le antere sono saldate in un manicotto (o tubo) circondante lo stilo. Le antere in genere hanno una forma sagittata con base lungamente caudata e ricurve; le appendici sono lunghe affusolate o subottuse. Il polline normalmente è tricolporato a forma sferica di tipo echinato (o liscio).
- Gineceo: lo stilo è filiforme con due stigmi divergenti (oppure no); gli stigmi sono corti con pubescenza abassiale (i peli alla base sono più larghi); la superficie stigmatica è continua con creste marginali; gli apici sono ottusi; alla base è presente un nettario. L'ovario è infero uniloculare formato da 2 carpelli. L'ovulo è unico e anatropo.

I frutti sono degli acheni con pappo. La forma dell'achenio è da subcilindrica a ellissoide. Sono presenti 10 coste longitudinali. Il pericarpo può essere di tipo parenchimatico, altrimenti è indurito (lignificato) radialmente; la superficie è irsuta o glabra.  Il carpoforo (o carpopodium - il ricettacolo alla base del gineceo) è assente. I pappi, formati da una o più serie di scaglie fimbriate, sono direttamente inseriti nel pericarpo o connati in un anello parenchimatico posto sulla parte apicale dell'achenio. Raramente il pappo è assente.

## Biologia
- Impollinazione: l'impollinazione avviene tramite insetti (impollinazione entomogama tramite farfalle diurne e notturne).
- Riproduzione: la fecondazione avviene fondamentalmente tramite l'impollinazione dei fiori (vedi sopra).
- Dispersione: i semi (gli acheni) cadendo a terra sono successivamente dispersi soprattutto da insetti tipo formiche (disseminazione mirmecoria). In questo tipo di piante avviene anche un altro tipo di dispersione: zoocoria. Infatti gli uncini delle brattee dell'involucro si agganciano ai peli degli animali di passaggio disperdendo così anche su lunghe distanze i semi della pianta.

## Distribuzione e habitat
Le specie di questo genere si trovano in Africa centrale (Angola, Tanzania, Zambia e Zaire).

## Tassonomia
La famiglia di appartenenza di questa voce (Asteraceae o Compositae, nomen conservandum) probabilmente originaria del Sud America, è la più numerosa del mondo vegetale, comprende oltre 23.000 specie distribuite su 1.535 generi, oppure 22.750 specie e 1.530 generi secondo altre fonti (una delle checklist più aggiornata elenca fino a 1.679 generi). La famiglia attualmente (2021) è divisa in 16 sottofamiglie.

### Filogenesi
Le specie di questa voce appartengono alla sottofamiglia Dicomoideae, e in particolare alla sottotribù Dicominae (tribù Dicomeae). La sottofamiglia (di recente costituzione), da un punto di vista filogenetico, è posizionata tra le sottofamiglie Tarchonanthoideae e Carduoideae. I caratteri principali della sottofamiglia sono: i portamenti variano da erbacei a arbustivi, l'involucro è pluriseriato con brattee coriacee e pungenti, il ricettacolo è alveolato, il polline è echinato, i rami dello stilo sono pubescenti con superficie stigmatica continua e cresta marginale, il carpoforo in genere è assente. L'area di origine della maggior parte delle specie è l'Africa a sud del Sahara.
Il genere di questa voce recentemente è stato revisionato e più precisamente è stato segregato dal genere più ampio Dicoma. In dettaglio il genere Dicoma è stato suddiviso in più generi (oltre a Pasaccardoa):  Macledium Cass. con 18 specie e Cloiselia  S.Moore con 4 specie e il genere monotipo Dicomopsis welwitschii (O.Hoffm.) S.Ortiz (derivato da Dicoma welwitschii). Questo gruppo di generi, raccolto nella sottotribù Dicominae S.Ortiz è individuato dai seguenti caratteri diagnostici: le ramificazioni sono allungate, le brattee dell'involucro hanno delle evidente coste mediane e delle strisce scure longitudinali e gli acheni sono ricoperti da ghiandole intercostali.
Il cladogramma seguente, tratto dalla pubblicazione citata e semplificato, rappresenta la struttura filogenetica del gruppo di generi sopradescritti.
| xxxDicoma_s.str.xxx | Dicoma                                                                 |
|                     | Dicoma                                                                 |
|                     | \| \| Dicomopsis welwitschii \| \| \| \| \| \| Pasaccardoa \| \| \| \| |
|                     |                                                                        |
|                     | Dicomopsis welwitschii                                                 |
|                     |                                                                        |
|                     | Pasaccardoa                                                            |
|                     |                                                                        |

|  | Dicomopsis welwitschii |
|  |                        |
|  | Pasaccardoa            |
|  |                        |

| xxxDicoma_s.str.xxx | Dicoma                                                                 |
|                     | Dicoma                                                                 |
|                     | \| \| Dicomopsis welwitschii \| \| \| \| \| \| Pasaccardoa \| \| \| \| |
|                     |                                                                        |
|                     | Dicomopsis welwitschii                                                 |
|                     |                                                                        |
|                     | Pasaccardoa                                                            |
|                     |                                                                        |

|  | Dicomopsis welwitschii |
|  |                        |
|  | Pasaccardoa            |
|  |                        |

| xxxDicoma_s.str.xxx | Dicoma                                                                 |
|                     | Dicoma                                                                 |
|                     | \| \| Dicomopsis welwitschii \| \| \| \| \| \| Pasaccardoa \| \| \| \| |
|                     |                                                                        |
|                     | Dicomopsis welwitschii                                                 |
|                     |                                                                        |
|                     | Pasaccardoa                                                            |
|                     |                                                                        |

|  | Dicomopsis welwitschii |
|  |                        |
|  | Pasaccardoa            |
|  |                        |

| xxxDicoma_s.str.xxx | Dicoma                                                                 |
|                     | Dicoma                                                                 |
|                     | \| \| Dicomopsis welwitschii \| \| \| \| \| \| Pasaccardoa \| \| \| \| |
|                     |                                                                        |
|                     | Dicomopsis welwitschii                                                 |
|                     |                                                                        |
|                     | Pasaccardoa                                                            |
|                     |                                                                        |

|  | Dicomopsis welwitschii |
|  |                        |
|  | Pasaccardoa            |
|  |                        |

Il numero cromosomico di base delle specie di questo gruppo è: 2n = 22.
Il periodo di separazione della sottofamiglia (formazione del clade) dal resto della famiglia delle Asteraceae è di circa 41,5 milioni di anni fa; mentre gli antenati delle attuali specie si sono separati circa 27 milioni di anni fa (gruppo corona).

### Elenco delle specie
Questo genere comprende le 4 seguenti specie:
- Pasaccardoa baumii O.Hoffm.
- Pasaccardoa grantii  Kuntze
- Pasaccardoa jeffreyi  Wild
- Pasaccardoa procumbens  (Lisowski) G.V.Pope